# Scaphopetalum acuminatum
Scaphopetalum acuminatum är en malvaväxtart som beskrevs av Adolf Engler och K. Krause. Scaphopetalum acuminatum ingår i släktet Scaphopetalum och familjen malvaväxter. Inga underarter finns listade i Catalogue of Life.